# Jela Krečič
Jela Krečič Žižek, slovenska novinarka in publicistka, * 26. februar 1979, Ljubljana.

## Življenje
Jela Krečič je leta 2002 diplomirala je iz manifestov slovenskih zgodovinskih avantgard na Fakulteti za družbene vede Univerze v Ljubljani; leta 2009 je pod mentorstvom Mladena Dolarja na Filozofski fakulteti doktorirala iz filozofije. Od leta 2013 je poročena s Slavojem Žižkom.

## Delo
Zaposlena je bila v časopisni hiši Delo, kjer so decembra 2013 v Sobotni prilogi Dela v slovenskem in angleškem jeziku objavili njen ekskluzivni intervju, ki ga je opravila z Julianom Assangom